# Verijärve
Verijärve este o arie protejată (arie specială de conservare — SAC, sit de importanță comunitară — SCI) din Estonia întinsă pe o suprafață de 81,2 ha, integral pe uscat.

## Localizare
Centrul sitului Verijärve este situat la coordonatele 57°48′31″N 27°03′15″E / 57.8086°N 27.0541°E.

## Înființare
Situl Verijärve a fost declarat sit de importanță comunitară în aprilie 2004 pentru a proteja 2 specii de plante. Situl a fost protejat și ca arie specială de conservare în august 2004.

## Biodiversitate
Situată în ecoregiunea boreală, aria protejată conține 3 habitate naturale: Ape stătătoare oligotrofe până la mezotrofe, cu vegetație de Littorelletea uniflorae și/sau de Isoëto-Nanojuncetea, Taiga vestică, Păduri de conifere pe eskere fluvioglaciare sau legate la acestea.
La baza desemnării sitului se află mai multe specii protejate de  plante (2): turiță (Agrimonia pilosa), dedițelul (Pulsatilla patens).